# Bandolera (bolso)

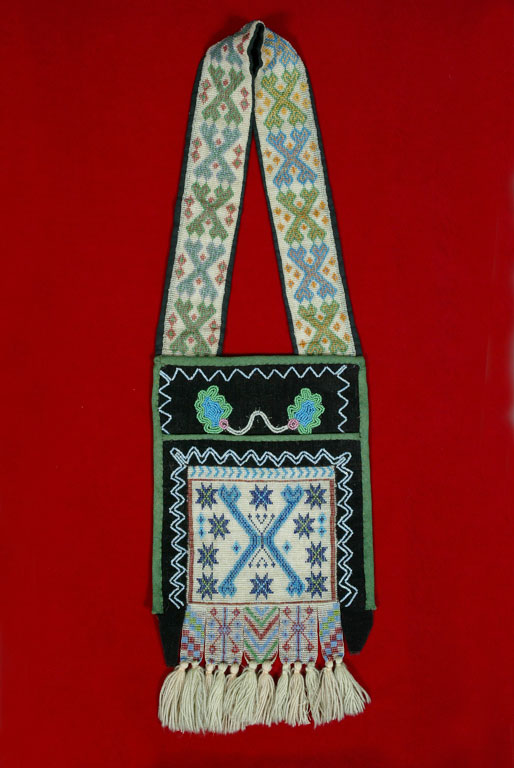
Un bolso bandolera ojibwa (alrededor de 1900) en la colección permanente del Museo de los Niños de Indianápolis

Una mariconera es un tipo de bolso generalmente para hombre que también se conoce con el nombre de bandolera debido a la correa o «bandola» que esta tiene y que tradicionalmente servía para colgar algo (un arma, en su uso militar) y que se sujetaba sobre el hombro o bien cruzada sobre el pecho y la espalda descendiendo hasta la cadera opuesta. Desde que se puso de moda en la década de 1970, se ha convertido en un tipo de prenda funcional y versátil incluida por las principales firmas de moda en su catálogo de estilos y diseños.
El uso de bandoleras por hombres se ha asociado infundadamente con la homosexualidad, de esta falsa idea surgió el término «mariconera», haciendo alusión a que el hombre que usa este accesorio es considerado, sin motivo alguno, un «maricón». Sin embargo esto se debe más a una expresión injustificada de homofobia, pues se ha estudiado que al igual que el calzado, el uso del bolso tiene su origen en la prehistoria. Se cree que el bolso se originó en el mismo momento que el hombre tuvo la necesidad y la habilidad de transportar cosas sin necesidad de usar las manos. Es en este mismo momento cuando se comenzó a crear armas, elementos estéticos y trabajar las pieles para cubrirse del frío.
Gracias a la necesidad de trasportar utensilios, se crearon bolsas o bolsos de distintos tamaños con pieles de animales e hilo. El hilo estaba formado fundamentalmente por tendones de animales, que, una vez trabajados, ofrecían una gran resistencia. Además, con la fabricación de agujas con huesos, se pudieron coser los bolsos para darles la forma de recipiente cerrado y flexible.
Los tendones de animales fueron una de las materias primas más utilizadas en la prehistoria para coser, sujetar una punta de flecha al ástil de madera con solidez y sin perjudicar su penetrabilidad y otras cualidades.
Por otra parte, la piel de los animales hacía de tela, al igual que hoy en día, para abrigar y para crear bolsas y otros objetos para trasportar y cubrir las pertenecias.